# Maccaia
Maccaia, sottotitolo Una settimana con Bacci Pagano, è un romanzo dello scrittore genovese Bruno Morchio. Fa parte delle inchieste dell'investigatore privato Bacci Pagano, in ordine di uscita è il secondo romanzo della serie.

## Trama
L'usuraio settantenne Giacomino Terenzi è stato aggredito ed ucciso in piena notte da un lupo in un parco periferico di Genova. 
La giovane vedova panamense è la prima sospettata perché beneficiaria di un'assicurazione sulla vita della vittima. Bacci Pagano viene ingaggiato per dimostrare la colpevolezza della donna, ma nonostante l'investigatore scopra che la donna da anni ha un amante non è così facile incastrarla.
Indagando sulla vita di Terenzi, Bacci Pagano scopre che la vittima aveva da nascondere imbarazzanti precedenti.

## Edizioni
- Maccaia. Una settimana con Bacci Pagano, Genova, Fratelli Frilli, 2004,  p. 240, ISBN 9788875632007.